# Moniteur fédéral 1er degré
 (août 2025).
Motif : Article de 2006 tenant plus de la fiche d'information que de l'article encyclopédique. Pertinence ?
- Archive Wikiwix
- Bing
- Cairn
- DuckDuckGo
- E. Universalis
- Gallica
- Google
- G. Books
- G. News
- G. Scholar
- Persée
- Qwant
- (zh) Baidu
- (ru) Yandex
- (wd) trouver des œuvres sur Wikidata

| 1. | Préciser le motif de la pose du bandeau. | Précisez le motif de la pose du bandeau en utilisant la syntaxe suivante : {{admissibilité à vérifier\|date=août 2025\|motif=remplacez ce texte par le motif}}                                  |
| 2. | Informer les utilisateurs concernés.     | Pensez à avertir le créateur de l'article, par exemple, en insérant le code ci-dessous sur sa page de discussion : {{subst:avertissement admissibilité à vérifier\|Moniteur fédéral 1er degré}} |

 (janvier 2025).
 (janvier 2025).
Le Moniteur Fédéral 1er degré (MF1) est un plongeur titulaire du troisième niveau d'enseignement (E-3) de la Fédération française d'études et de sports sous-marins (FFESSM) ou de la Fédération sportive et gymnique du travail (FSGT).
Il a le titre de moniteur 2 étoiles de la Confédération Mondiale des Activités Subaquatiques (CMAS).

## Prérogatives
Les prérogatives réglementaires du MF1 sont définies par le Code du Sport. Y sont inclus en particulier :
- l'enseignement de la plongée dans l'espace 0 - 40 mètres, tous niveaux (c'est-à-dire du débutant au niveau 5),
- la pratique de la plongée en autonomie dans l'espace 0 - 60 mètres.

De plus, le MF1 peut :
- Assurer les fonctions de directeur de plongée
- Signer les carnets de plongée
- Valider les épreuves et décerner les brevets de plongeur niveau 1 à niveau 3 ainsi que les qualifications PA-20, PA-40, PE-40 et PE-60
- Signer les "aptitudes à se présenter à l'examen" des candidats au brevet de Guide de Palanquée (niveau 4) (cet examen étant organisé à l'échelon régional)
- Valider les épreuves et décerner la qualification de Directeur de Plongée en Exploration (niveau 5)

D’autre part,
- Le MF1 peut être membre d’un jury d’examen du brevet de Guide de Palanquée (niveau 4)
  - Il peut évaluer à deux les épreuves du groupe 1
  - Il peut évaluer en double avec un MF2 de la FFESSM, ou BEES2 ou DE-JEPS ou DES-JEPS licenciés à la FFESSM, les épreuves des groupes 2 et 3
- Le MF1 peut être membre d’un jury d’examen du brevet d’initiateur
  - Il peut évaluer en double avec un autre MF1 de la FFESSM l’épreuve de mannequin
  - Il peut évaluer en double avec un MF2 de la FFESSM, ou BEES2 ou DE-JEPS ou DES-JEPS licenciés à la FFESSM, l’épreuve de pédagogie

Enfin,
- Le MF1 de la FFESSM peut être tuteur de stages en situation pour le cursus de formation Initiateur[2].

L'activité d'un MF1 est uniquement bénévole. En France, pour être rémunéré, il faut être titulaire d'un brevet d'État 1er degré (BEES 1), qui possède les mêmes prérogatives que ci-dessus.
À l'étranger, un MF1 est reconnu comme un moniteur 2 étoiles CMAS mais, là aussi, ce n'est en général pas suffisant pour exercer une activité rémunérée. Il sera souvent demandé des diplômes d'organisations à vocation plus commerciale (PADI, SSI, etc.).

## Conditions d'obtention

### Conditions de candidature
- Être détenteur d'une licence de la FFESSM ou de la FSGT et être âgé de plus de 18 ans
- Être francophone
- Être détenteur du niveau 4 (ou équivalent)
- Être détenteur du RIFAP
- Être détenteur du permis de conduire des bateaux de plaisance à moteur
- Être en possession d'un certificat médical de non-contre-indication à la pratique et l'enseignement de la plongée en scaphandre

### Stage initial
Après avoir effectué un stage initial de six jours, organisé par un comité régional, le candidat devient « stagiaire pédagogique » et un livret lui est remis.

### Stage en situation
Le candidat entre alors en stage "en situation" et effectue un nombre minimal de :
- 10 unités de formation "Accueil des plongeurs"
- 10 unités de formation "Conception pédagogique"
- 65 unités de formation "Formation des plongeurs" dont :
  - 10 séances sans scaphandre
  - 40 séances avec scaphandre
  - 15 séances de théorie
- 10 unités de formation "Site de plongée et organisation"

Ces séances se font au sein de la (des) structure(s) de son choix (club par exemple), attestées par un tuteur moniteur fédéral 2e degré dans le livret pédagogique, datées et signées, mentionnant un "avis favorable". Les 50 unités de formation (10 sans scaphandre et 40 avec scaphandre) peuvent se dérouler entièrement en milieu naturel ou réparties entre milieu naturel et milieu artificiel, avec un minimum de 26 séances en milieu naturel.
Le candidat travaille son aptitude à remonter un plongeur en difficulté d'une profondeur de 25 mètres avec son tuteur MF2, qui signe cette aptitude dans le livret pédagogique.
Quand ce livret est totalement rempli, le candidat peut se présenter au stage final de cinq jours.

### Stage final et épreuves de l'examen
Le candidat participe à un stage final de cinq jours, ayant pour but de finaliser sa formation pédagogique de moniteur.
Ensuite, sur avis favorable du MF2 organisateur du stage final, le candidat peut se présenter à l'examen, constitué des épreuves suivantes :
| Groupe | Epreuve                                    | Principe | Durée                                                                | Coefficient |
| ------ | ------------------------------------------ | --- | -------------------------------------------------------------------- | ----------- |
| 1      | Pédagogie de la pratique                   | Leçon de plongée à un ou plusieurs élèves (jury) du niveau 1 au niveau 4 (sujet tiré au sort)                               | 30 minutes de préparation 30 minutes de cours                        | 4           |
| 1      | Pédagogie de la théorie                    | Cours théorique du niveau 1 au niveau 5 (sujet tiré au sort)                                                                | 30 minutes de préparation 30 minutes de présentation                 | 4           |
| 1      | Pédagogie organisationnelle et de sécurité | Exposé du candidat portant sur l'organisation de l'activité dans le cadre de la FFESSM ou de la FSGT (sujet tiré au sort)   | 30 minutes de préparation 30 minutes de présentation et de questions | 3           |
| 2      | Intervention sur un plongeur en difficulté | Remontée d'un examinateur d'une profondeur de 25 mètres avec ou sans l'aide du gilet et remorquage jusqu'à une embarcation. |                                                                      | 4           |
| 3      | Réglementation                             | Epreuve écrite ou orale (sujet défini par la Commission Technique Régionale)                                                |                                                                      | 2           |

Sont éliminatoires :
- une moyenne globale inférieure à 10/20
- une note inférieure 5/20
- une moyenne inférieure à 10/20 sur un des groupes d'épreuves
- l'abandon ou la non-réalisation d'une épreuve.